# Helga Rabl-Stadler

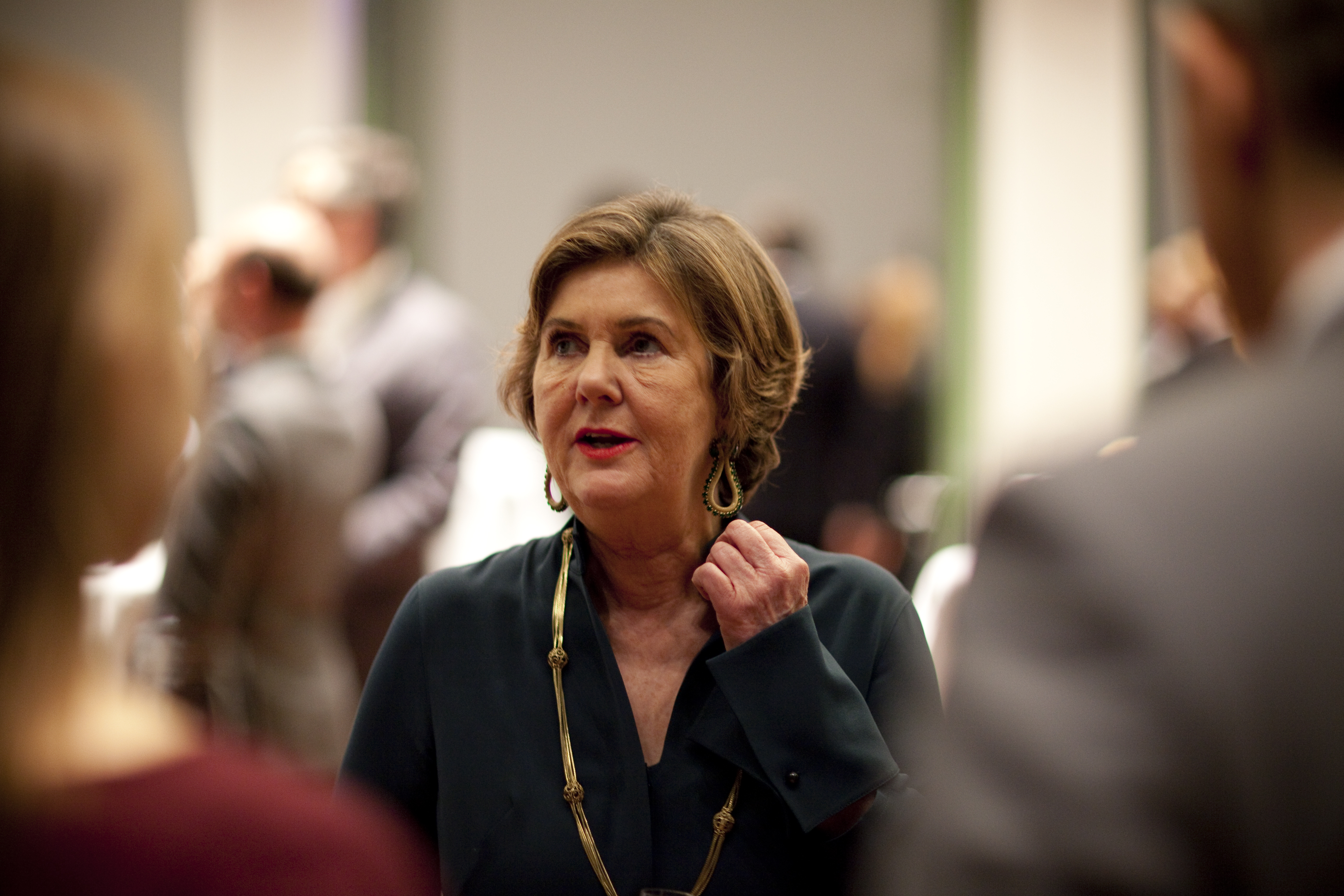
Helga Rabl-Stadler (2018)

Helga Rabl-Stadler (* 2. Juni 1948 in Salzburg) ist eine österreichische Politikerin und Unternehmerin. Sie war von 1995 bis 2022 Präsidentin der Salzburger Festspiele.

## Leben
Rabl-Stadler ist die leibliche Tochter des langjährigen ORF-Generalintendanten Gerd Bacher. Bacher und ihre Mutter Rosl Resmann, Inhaberin des gleichnamigen Modegeschäftes, ließen sich kurz nach ihrer Geburt scheiden. Ihre Mutter heiratete einen Sägewerksbesitzer, dessen Namen (Stadler) sie erhielt. Sie wuchs mit zwei Halbgeschwistern auf, erfuhr von ihrem leiblichen Vater erst im Alter von 21 Jahren und entwickelte dann ein gutes Verhältnis zu ihm.
Sie studierte Rechts-, Publizistik- und Politikwissenschaften und wurde 1970 zum Dr. iur. promoviert. Bis 1974 arbeitete sie als Journalistin bei der Presse und der Wochenpresse. Von 1974 bis 1978 schrieb sie für den Kurier als erste Journalistin eine Innenpolitik-Kolumne.
Von 1983 bis 2008 war sie Miteigentümerin des Modehauses Resmann in Salzburg. Von 1983 bis 1990 (XVI. und XVII. Gesetzgebungsperiode) und nochmals kurz vom 7. bis 30. November 1994 (Nationalratswahl in Österreich 1994 XIX. Gesetzgebungsperiode) war sie für die ÖVP Abgeordnete zum Nationalrat. Hier setzte sie sich für flexible Arbeitszeiten, eine Liberalisierung der Ladenöffnungszeiten und bessere steuerrechtliche Bedingungen für Sponsoren ein.
Sie war ab 1985 Vizepräsidentin der Kammer der gewerblichen Wirtschaft für Salzburg und ab 1988 deren Präsidentin. Von 1991 bis Anfang 1995 war sie einer der Stellvertreter des damaligen ÖVP-Obmannes Erhard Busek.
Am 26. Jänner 1995 wurde sie zur Präsidentin der Salzburger Festspiele ernannt und legte alle politischen Funktionen zurück. Zuletzt wurde ihr Vertrag bis Ende September 2020 verlängert. Letztlich schied sie erst im September 2021 aus dem Amt. Während ihrer Präsidentschaft wirkten als Intendanten bis 2001 Gerard Mortier, ab 2002 Peter Ruzicka, ab 2007 Jürgen Flimm, im Jahr 2011 interimistisch Markus Hinterhäuser und von 2012 bis 2014 Alexander Pereira. Für die Jahre 2015 und 2016 wurde interimistisch Sven-Eric Bechtolf bestellt, für die Periode 2017 bis 2021 Markus Hinterhäuser.
2019 wurde in einem Rechnungshofbericht veröffentlicht, dass die Präsidentin der Salzburger Festspiele im Jahr 2018 218.300 Euro Jahressalär erhielt.
Helga Rabl-Stadler war ab Februar 2006 von der damaligen Bundesregierung entsandte Stiftungsrätin des Österreichischen Rundfunks. Sie schied am 22. April 2010 auf eigenen Wunsch aus dem Stiftungsrat aus.
Am 1. Juni 2022 wurde sie Sonderberaterin für Auslandskultur im Bundesministerium für europäische und internationale Angelegenheiten. Sie ist für die Stärkung der Kulturforen zuständig.

## Privates
Helga Rabl-Stadler war mit dem früheren Kurier-Chefredakteur Peter Rabl verheiratet und hat mit ihm zwei Söhne.

## Ehrungen
- 1998: Goldenes Ehrenzeichen des Landes Salzburg
- 2003: „Silberne Rose“ der Wiener Philharmoniker[9]
- 2006: Ritter der Französischen Ehrenlegion[10]
- 2015: Großoffizier des Sterns von Italien
- 2018: Ehrenbürgerin von Salzburg[11]
- 2018: Österreicherin des Jahres in der Kategorie Kulturerbe[12]
- Großes Goldenes Ehrenzeichen des Landes Steiermark
- 2019: Goldmedaille des Kennedy Center International Committee on the Arts[13]
- 2020: Sonderpreis im Rahmen der Verleihung des Nestroy-Theaterpreises 2020[14][15]
- 2020/21: Wahl zur Frau des Jahres durch die Zeitschrift Trend[16]
- 2020: Hanns Martin Schleyer-Preis[17]
- 2021: Commandeur des Arts et Lettres[18]
- 2023: Ehrendoktorenwürde der Universität Salzburg[19]

## Trivia
Als Rabl-Stadler 1995 Präsidentin der Salzburger Festspiele wurde, befand sich an ihrer Tür ein Messingschild mit dem Titel „Präsident“.
Sie bat darum, diesen Titel in „Präsidentin“ zu ändern.
Jemand entgegnete ihr, dass sich das für die kurze Zeit, die sie da sein werde, nicht lohne.
Im Jahr 2020 war Rabl-Stadler dann bereits 25 Jahre Präsidentin der Salzburger Festspiele.
Das Türschild wurde tatsächlich irgendwann geändert.